# Асари (Юрмала)
А́сари (латыш. Asari) это часть города Юрмалы между Меллужи и Вайвари.
От железной дороги со стороны Лиелупе Асари граничат с другим населённым местом Юрмалы — Валтери. Но слиянию их в единый жилой массив препятствует небольшое болото Винкю, которое пересекают лишь несколько дорог. 
Расположен в 28 км от Риги и является популярным местом отдыха в Юрмале. До Первой мировой войны Асари был важным местом для выращивания клубники, которую на станции Асари упаковывали в грузовые вагоны, которые прицепляли к поезду дальнего следования и везли продавать, в основном в Санкт-Петербург. В 1927 году в западной части Асари была открыта новая железнодорожная остановка Асари II, которая в 1938 году была переименована в Вайвари, также как вся часть Асари возле станции.

## Название
Асари получил своё название от одноимённого сельского дома, который был упомянут в этой области уже в 1713 году в церковной книге Слокской церкви. В морских дюнах были расположены Дома Лиеласари и Мазасари, принадлежавшие семье Бию. Позже вокруг них образовался рыбацкий посёлок Саушу.

## История
В прошлом Асари был расположен на землях владельца Нурмуйжи Фиркса и иго жители занимались рыболовством. Земельные участки для дачников начали предлагать после того, как Карлис Фирксс построил курортный дом в близлежащем Меллужи в 1827 году и назвал его Карлсбадом (Karlsbad). 

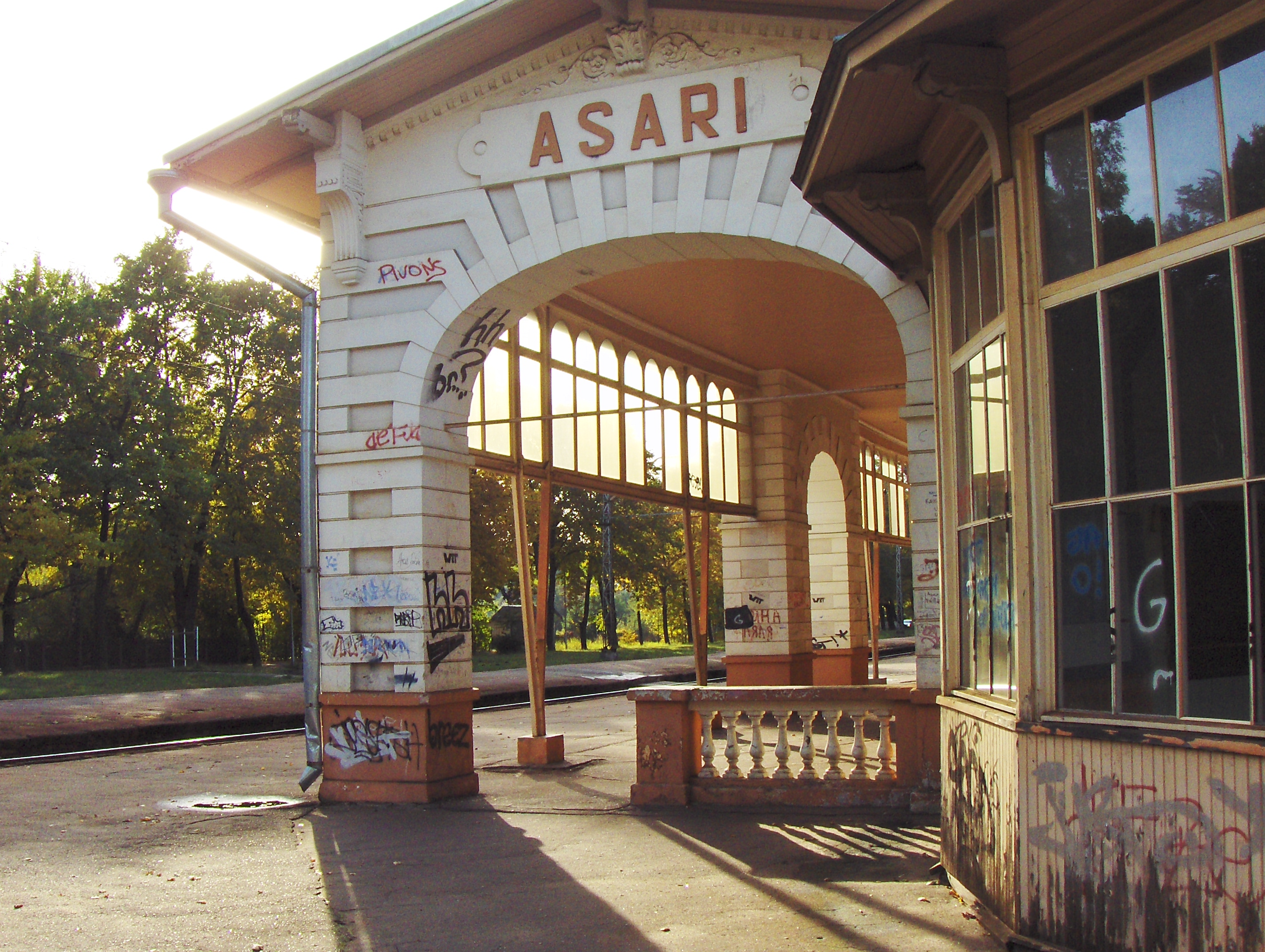
Здание железнодорожной станции Асари

Истоки выращивания клубники в Асари можно найти после открытия железнодорожной линии Рига-Тукумс в 1877 году когда владелец дачи Кортезе привёз из Франции саженцы клубники сорта "Виктория" и посадил их на своём участке между улицами Таливалжа и Спидолас у железной дороги. Он дал саженцы клубники Гайлису, начальнику станции Асари, который распространил их между своих соседей. Со станции Асари ягоды клубники сначала доставлялись поездом или кораблём по Лиелупе в Ригу, а позже ящики с клубникой в специальных вагонах также доставлялись и в Санкт-Петербург. 
До Первой мировой войны Асари сохранял свой деревенский характер, и здесь было гораздо меньше мест для развлечений, чем в остальной части Юрмалы. Также было не так много пансионатов, гостиниц и санаториев. Летом там селились лютеранские пасторы и другие любители спокойного отдыха. В 1899 году в нынешнем Вайвари был построен санаторий, получивший после Первой мировой войны название Санаторий Красного Креста в Асари. В начале XX века был построен санаторий Асари (сгорел в 1934 году). 
На улице Земгалес с 1920 года работала 4-я начальная школа Рижского взморья, просуществовавшая до 1981 года. В 1983 году в бывшей начальной школе Асари был открыт Музей охраны природы. После Второй мировой войны на месте санатория Красного Креста был создан детский санаторий "Вайвари". 
После Второй мировой войны в Асари был создан парк отдыха с эстрадой, пунктом проката, катком (зимой), большим обзорным колесом, цепной каруселью и другими каруселями. На сцене парка культуры и отдыха состоялись различные мероприятия, в том числе концерты латвийской рок-группы "Katedrāle". Колесо обозрения разобрали в конце 1980-х годов, эстрада действовала до середины 1990-х годов, а остальные карусели действовали до начала XXI века. Позже бывший парк культуры и отдыха был застроен. 
После Второй мировой войны Дом культуры Асари работал на улице Мирдзас 5/7. В нём проходили различные культурные и развлекательные мероприятия, а также занятия различных детских кружков. В конце 1960-х годов в Доме культуры Асари начала выступать латвийская рок-группа "Менуэтс" . 
В конце 1980-х годов на пляже Асару (улица Дзимтенес 1) были открыты первые водные аттракционы в Латвии, состоящие из двух горок и двух бассейнов. Водные аттракционы были открыты в течение летнего сезона и в них проводили различные развлекательные мероприятия. Аттракционы действовали до начала XXI века, потом были снесены.

## Кладбище Асару

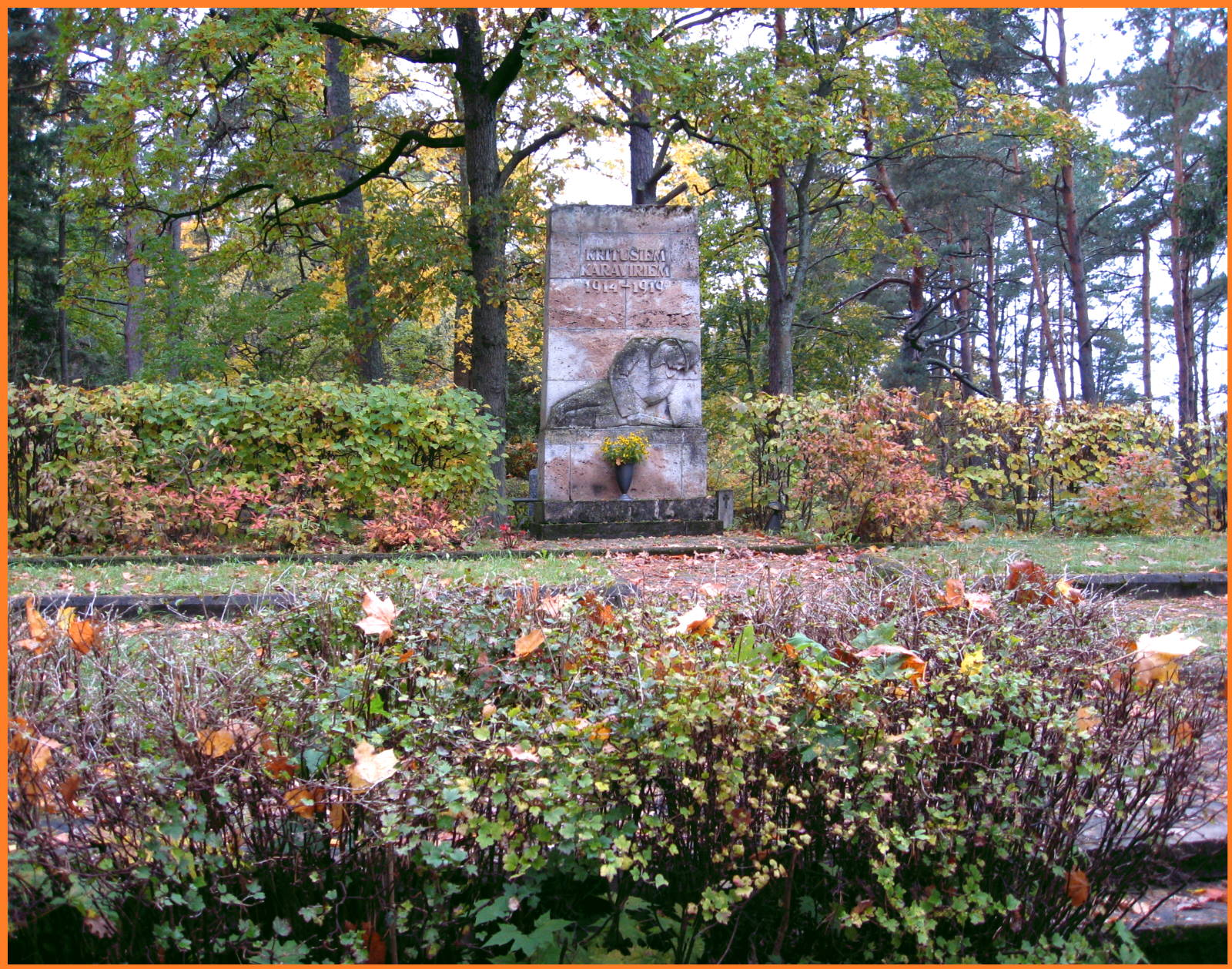
Место захоронения солдат, павших в 1914-1919 годах на кладбище Асари

Кладбище Асару расположено в стороне моря на улице Капу 85. На нём есть памятник, созданный Мартиньшем Шмальцсем (1939). Во время Первой мировой войны и войны за независимость Латвии в 1915-1919 гг. здесь были похоронены 247 латышских и русских солдат, погибших на территории Юрмалы и в её окрестностях.

## Известные люди
- Волфертс Герхардс фон Раденс (1893-1943), немецко-балтийский дворянин, участник борьбы за свободу Латвии
- Алфредс Калниньш, композитор, жил на улице Капу 71 с 1938 года до своей смерти в 1951 году.
- Юрис Бебрис (1859–1951), учитель, публицист и писатель, жил в Асари с 1933 года до своей смерти в 1951 году, занимался переводом и написанием воспоминаний.